# Delia longiarista
Delia longiarista är en tvåvingeart som beskrevs av Xue 2002. Delia longiarista ingår i släktet Delia och familjen blomsterflugor.
Artens utbredningsområde är Gansu (Kina). Inga underarter finns listade i Catalogue of Life.